# USS Herring (SS-233)
USS Herring (SS-233) là một tàu ngầm lớp Gato từng phục vụ cùng Hải quân Hoa Kỳ trong Chiến tranh Thế giới thứ hai. Nó là chiếc tàu chiến duy nhất của Hải quân Hoa Kỳ được đặt cái tên này, theo tên một loài cá trích. Nó đã phục vụ trong Thế chiến II, thực hiện tổng cộng tám chuyến tuần tra trên cả hai mặt trận Đại Tây Dương và Thái Bình Dương, đánh chìm sáu tàu buôn với tổng tải trọng 19.959 tấn. Trong chuyến tuần tra cuối cùng tại đảo Matsuwa thuộc quần đảo Kurile, con tàu bị pháo phòng thủ duyên hải Nhật Bản đánh chìm vào ngày 1 tháng 6, 1944. Herring được tặng thưởng năm Ngôi sao Chiến trận do thành tích phục vụ trong Thế Chiến II.

## Thiết kế và chế tạo
Lớp tàu ngầm Gato được thiết kế cho mục đích một tàu ngầm hạm đội nhằm có tốc độ trên mặt nước cao, tầm hoạt động xa và vũ khí mạnh để tháp tùng hạm đội chiến trận. Con tàu dài 311 ft 9 in (95,02 m) và có trọng lượng choán nước 1.525 tấn Anh (1.549 t) khi nổi và 2.424 tấn Anh (2.463 t) khi lặn. Chúng trang bị động cơ diesel dẫn động máy phát điện để cung cấp điện năng cho bốn động cơ điện, đạt được công suất 5.400 shp (4.000 kW) khi nổi và 2.740 shp (2.040 kW) khi lặn, cho phép đạt tốc độ tối đa 21 hải lý trên giờ (39 km/h) và 9 hải lý trên giờ (17 km/h) tương ứng. Tầm xa hoạt động là 11.000 hải lý (20.000 km) khi đi trên mặt nước ở tốc độ 10 hải lý trên giờ (19 km/h) và có thể hoạt động kéo dài đến 75 ngày và lặn được sâu tối đa 300 ft (90 m).
Lớp tàu ngầm Gato được trang bị mười ống phóng ngư lôi 21 in (530 mm), gồm sáu ống trước mũi và bốn ống phía phía đuôi tàu, chúng mang theo tối đa 24 quả ngư lôi. Vũ khí trên boong tàu gồm một hải pháo 3 inch/50 caliber, và thường được tăng cường một khẩu pháo phòng không Bofors 40 mm nòng đơn và một khẩu đội Oerlikon 20 mm nòng đôi, kèm theo súng máy .50 caliber và .30 caliber. Tiện nghi cho thủy thủ đoàn bao gồm điều hòa không khí, thực phẩm trữ lạnh, máy lọc nước, máy giặt và giường ngủ cho hầu hết mọi người, giúp họ chịu đựng cái nóng nhiệt đới tại Thái Bình Dương cùng những chuyến tuần tra kéo dài đến hai tháng rưỡi.
Herringđược đặt lườn tại Xưởng hải quân Portsmouth ở Kittery, Maine vào ngày 14 tháng 7, 1941. Nó được hạ thủy vào ngày 15 tháng 1, 1942, được đỡ đầu bởi bà Emilie Spear, phu nhân Chuẩn đô đốc Ray Spear, và được cho nhập biên chế cùng Hải quân Hoa Kỳ vào ngày 4 tháng 5, 1942 dưới quyền chỉ huy của Hạm trưởng, Thiếu tá Hải quân Raymond W. Johnson.

## Lịch sử hoạt động

### Mặt trận Địa Trung Hải và Đại Tây Dương
Sau khi hoàn tất việc chạy thử máy huấn luyện ngoài khơi New London, Connecticut và sửa chữa sau chạy thử máy, Herring nằm trong số năm tàu ngầm được điều động sang khu vực Địa Trung Hải và tuần tra dọc bờ biển Bắc Phi hỗ trợ cho Chiến dịch Torch. Đi đến vị trí canh phòng ngoài khơi Casablanca, Maroc thuộc Pháp vào ngày 5 tháng 11, 1942, nó phát hiện nhiều mục tiêu nhưng đã không tấn công để tránh bộc lộ. Vào sáng ngày đổ bộ 8 tháng 11, nó đã phóng ngư lôi đánh chìm chiếc tàu buôn Ville du Havre (5.700 tấn). Đi đến Rosneath, Scotland vào ngày 25 tháng 11, nó lên đường vào ngày 16 tháng 12, nhưng không bắt gặp mục tiêu nào giá trị trong suốt bốn chuyến tuần tra tiếp theo, cho đến khi chiếc tàu ngầm quay trở về Hoa Kỳ vào ngày 26 tháng 7, 1943.

### Mặt trận Thái Bình Dương
Chuẩn bị để được điều động sang khu vực Mặt trận Thái Bình Dương, Herring khởi hành từ New London, Connecticut vào ngày 9 tháng 8 để đi sang vùng biển quần đảo Hawaii, và sau khi tiếp tục huấn luyện đã tời Trân Châu Cảng vào ngày 15 tháng 11 cho chuyến tuần tra thứ sáu. Vào ngày 1 tháng 1, 1944, nó đánh chìm được chiếc Hakozaki Maru (3.948 tấn) và chiếc Nagoya Maru (6.072 tấn). Trong chuyến tuần tra thứ bảy tiếp theo nó bắt gặp một tàu sân bay lớn vào ngày 24 tháng 3, nhưng bị những tàu hộ tống ngăn chặn và truy đuổi nên không thể tấn công mục tiêu.
Sau khi được tái trang bị tại Midway, lên đường vào ngày 21 tháng 5 cho chuyến tuần tra thành công nhất, nhưng cũng là cuối cùng đối với Herring. Sau khi gặp gỡ tàu ngầm chị em Barb (SS-220) vào ngày 31 tháng 5, Herring mất liên lạc. Tài liệu của Hải quân Nhật thu được sau chiến tranh cho thấy nó đã đánh chìm tàu hộ tống Ishigaki (860 tấn) và tàu buôn Hokuyo Maru (1.590 tấn) vào đêm 30-31 tháng 5, rồi tiếp tục đánh chìm hai chiếc Hiburi Maru (4.366 tấn) và Iwaki Maru (3.124 tấn) lúc chúng thả neo tại đảo Matsuwa thuộc quần đảo Kuril vào sáng ngày 1 tháng 6. Các khẩu đội pháo bờ biển đối phương đã phản công, bắn trúng hai phát vào tháp chỉ huy của chiếc tàu ngầm khiến nó đắm cách mũi Tagan 2 km ngoài khơi đảo Matsuwa (nay là đảo Matua) ở độ sâu 104 mét [341 ft].

## Phần thưởng
Herring được tặng thưởng năm Ngôi sao Chiến trận do thành tích phục vụ trong Thế Chiến II. Nó được ghi công đã đánh chìm sáu tàu Nhật Bản với tổng tải trọng 19.959 tấn.
|             |                                                       |  |
| Bronze star | Bronze star · Bronze star · Bronze star · Bronze star |  |

| Dãi băng Hoạt động Tác chiến                                                 | Dãi băng Hoạt động Tác chiến                                            | Huân chương Chiến dịch Hoa Kỳ        | Huân chương Chiến dịch Hoa Kỳ |
| Huân chương Chiến dịch Châu Âu-Châu Phi-Trung Đông với 1 Ngôi sao Chiến trận | Huân chương Chiến dịch Châu Á-Thái Bình Dương với 4 Ngôi sao Chiến trận | Huân chương Chiến thắng Thế Chiến II |                               |